# 比才站
比才站（Bizet）是布鲁塞尔地铁5号线的车站，位于比利时布鲁塞尔首都大区安德莱赫特。

## 名称
该站位于以法国作曲家乔治·比才命名的比才广场下方，因而得名。